# ФК Младост Батушинац
ФК Младост је фудбалски клуб из Батушинцa у општини Мерошина, Србија и тренутно се такмичи у Нишавској окружној лиги у фудбалу, петом такмичарском нивоу српског фудбала. Боја опрема плава.

## Историја
Клуб је основан 1947. године.